# Cabariot
Cabariot is een gemeente in het Franse departement Charente-Maritime (regio Nouvelle-Aquitaine). De plaats maakt deel uit van het arrondissement Rochefort. Cabariot telde op 1 januari 2022 1.470 inwoners.

## Geografie
De oppervlakte van Cabariot bedroeg op 1 januari 2022 15,12 vierkante kilometer; de bevolkingsdichtheid was toen 97,2 inwoners per km².
De onderstaande kaart toont de ligging van Cabariot met de belangrijkste infrastructuur en aangrenzende gemeenten.

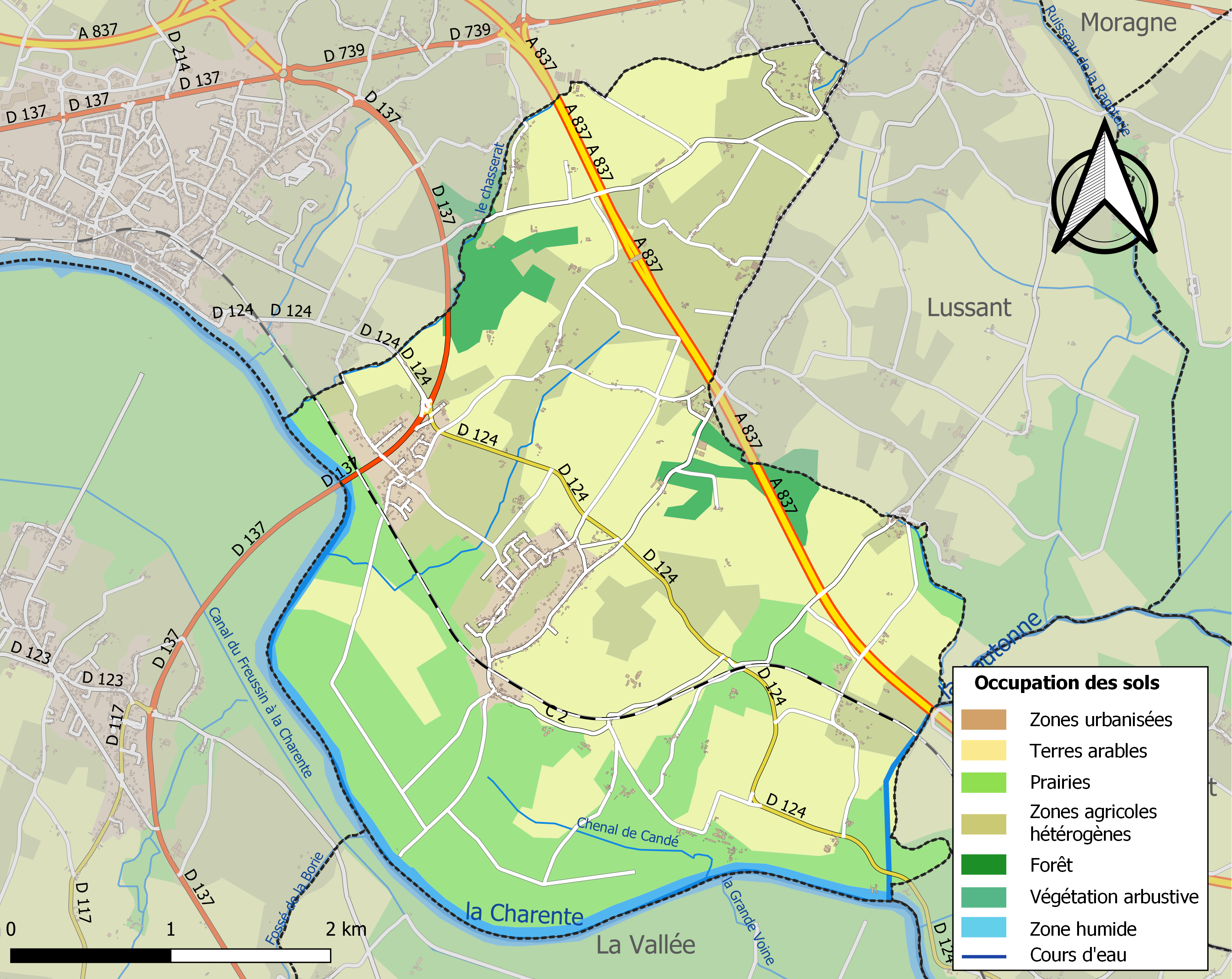

## Demografie
Onderstaande figuur toont het verloop van het inwonertal (bron: INSEE-tellingen).